# Karaula (gmina Prijepolje)
Karaula (cyr. Караула) – wieś w Serbii, w okręgu zlatiborskim, w gminie Prijepolje. W 2011 roku liczyła 37 mieszkańców.